# Miejscowości Guamu
Według danych oficjalnych pochodzących z 2010 roku Guam (nieinkorporowane terytorium Stanów Zjednoczonych) posiadał ponad 30 miejscowości o ludności przekraczającej 1 tys. mieszkańców. Stolica kraju Hagåtña znajduje się dopiero w czwartej dziesiątce spośród największych miejscowości, 7 miejscowości liczyło ponad 5 tys. mieszkańców; 24 miejscowości z ludnością 1÷5 tys. oraz reszta miejscowości poniżej 1 tys. mieszkańców.

## Największe miejscowości na Guam
Największe miejscowości na Guam według liczebności mieszkańców (stan na 01.04.2010):
| L.p. | Miasto    | Okręg     | Liczba ludności |
| ---- | --------- | --------- | --------------- |
| 1.   | Dededo    | Dededo    | 6 386           |
| 2.   | Machanao  | Dededo    | 5 930           |
| 3.   | Apotgan   | Tamuning  | 5 928           |
| 4.   | Mangilao  | Mangilao  | 5 805           |
| 5.   | Liguan    | Dededo    | 5 735           |
| 6.   | Mataguac  | Yigo      | 5 520           |
| 7.   | Y Papao   | Dededo    | 5 370           |
| 8.   | Adacao    | Mangilao  | 4 184           |
| 9.   | Barrigada | Barrigada | 4 058           |

## Alfabetyczna lista miejscowości na Guam
Spis miejscowości Guamu powyżej 1 tys. mieszkańców według danych szacunkowych z 2010 roku:
- Adacao
- Agana Heights
- Agat
- Apotgan
- Apra Harbor
- Astumbo
- Barrigada
- Barrigada Heights
- Chaguian
- Chalan Pago
- Dededo
- Hagåtña (Agana)
- Liguan
- Machananao East
- Machananao West
- Machanao
- Macheche
- Mangilao
- Mataguac
- Mogfog
- Mongmong
- North Gayinero
- Ordot
- South Gayinero
- Tamuning
- University of Guam
- Upper Tumon
- Wusstig
- Y Papao
- Yigo
- Yona